# 一青窈 Yo&U TOUR '06
『一青窈　Yo&U TOUR '06』(ひととよう ヨウ・アンド・ユー・ツアー06)は一青窈のライブ・ビデオ

## 解説
映像作品としては同年発売の『一青窈★夢街バンスキング 〜はいらんせ〜』より約7ヶ月ぶりとなる。
初回限定盤と通常盤の二形態で発売され、初回限定盤の方は一青のライブに対する想いと心境、ライブの舞台裏のエピソード等を収録している。
本ライブのアートブックの撮影のために、三鷹天命反転住宅にて撮影が行われ、多様な色彩が織り成す風景と一青の魅力が合わさった事できれいなアートブックに仕上がったのだと言い、写真家の新津保建秀がカメラ撮影を担当しており、「面白い」と何度も言いながらシャッターを切っていっていたと言う。

## 収録曲

### Disc.1 (DVD)
1. Oh la la
2. Banana Millefeuille
3. ピンクフラミンゴ
4. 影踏み
5. うれしいこと。
6. sunny side up
7. 翡翠
8. ぱぱへ
9. いないばぁ
10. かざぐるま
11. ハナミズキ
12. 一思案 (ひとしあん)
13. アンモナイト
14. ホチKiss
15. 指切り
16. もらい泣き
17. さよならありがと
18. 大家 (ダージャー)
19. アリガ十々

### Disc.2 (DVD) 【初回限定盤】
1. 「二十一世紀の音霊」 ツアードキュメント、インタビュー